# 泰勒斯天空大厦
泰勒斯天空大厦（英语: Telus Sky）是一座60层、高222.3米（729英尺）的拧转型摩天大楼，位于加拿大阿尔伯塔省卡尔加里市中心。2019年竣工时，该建筑成为卡尔加里第三高建筑，仅次于布鲁克菲尔德广场东塔和弓塔。截至2020年7月，Telus Sky是加拿大第18高建筑。
泰勒斯天空大厦包含70,721 m2（761,230 sq ft）的混合用途空间。建筑内共有39,181 m2（421,740 sq ft）的办公空间，其中12,033 m2（129,520 sq ft）由命名租户研科通讯租赁。

## 历史
2013年7月4日，研科公司宣布开发价值4亿加元（2013年价值446万加元）的泰勒斯天空大厦，由比亚克·英厄尔斯集团和Dialog建筑设计公司设计，承诺为卡尔加里市中心提供新的建筑地标，预计2017年完工。公告包括计划建造750,000 sq ft（70,000 m2）的混合用途塔楼，包含办公、零售和住宅空间。其中26层共430,000 sq ft（40,000 m2）办公空间，研科预留155,000 sq ft（14,400 m2）。 Telus Sky还将在上部32层设置341套住宅单元，以及15,000 sq ft（1,400 m2）零售空间（主要位于连接城市Plus 15步行系统的二层）。设计包括LEED铂金认证和多项可持续设计特色，如雨水管理系统和5,500 sq ft（510 m2）公共画廊。
建筑设计采用简洁的矩形基础和底层，以实现高效的开放式办公室布局。随着建筑升高，楼板逐渐缩小并像素化，形成小型阳台和露台。
在Telus Sky建设前，7号大道与西南中心街转角处是一栋1928年建成的三层建筑，曾是Art Central——当地艺术家在小型画廊和工作室中创作和展示作品的场所。该建筑于2014年11月拆除。
Telus Sky于2015年2月动工。由于场地狭小，传统挖掘机或斜坡无法用于基础挖掘，转而使用液压起重机配蛤壳式抓斗挖出80,000 m3（100,000 cu yd）土方，最深达31米（102英尺），以打造建筑基础。
Telus Sky的建设超过原定2017年完工日期，延误导致工程持续至2019年。首批商业租户计划于2019年7月入驻，住宅租赁单元于2019年9月开放预订。

## 公共艺术
Telus Sky的南北立面覆盖着名为"北极光"的动态LED显示屏，由加拿大艺术家道格拉斯·库普兰德设计，是加拿大最大的公共艺术装置之一。
组成艺术装置的LED灯带具有无限色彩色调和组合。"北极光"展示每小时循环五个12分钟的序列，起始序列始终模仿世界著名的极光，其余四个序列可互换。该公共艺术配有交互式智能手机应用，用户可获取当前图案灵感信息，全年日出至日落在线展示。 "北极光"展示于2019年4月19日首次预览。

## 建筑细节
- 建筑面积：761,235平方英尺（70,721平方）
- 办公空间：29层共421,738平方英尺（39,181平方）
- 住宅空间：30-58层共319,451平方英尺（29,678平方）
- 零售空间：主要位于底层共21,046平方英尺（1,955平方）
- 总租赁空间：129,525平方英尺（12,033平方）
- 艺术空间：5,500平方英尺（511平方）
- 楼层数：60
- 租赁代理：高力国际

### 租户
随着2015年油价暴跌，卡尔加里房地产市场开始面临市中心办公空间空置率上升的问题，Telus Sky也未能幸免。截至2020年4月，Telus Sky入住率为60%，由五家商业租户分摊，其中研科公司占140,000平方英尺（13,006平方）（33%）。
租户包括：
- 研科公司 - 140,000平方英尺（13,006平方）[13]
- Absorb软件公司 - 80,000平方英尺（7,432平方）[13]

## 建设过程

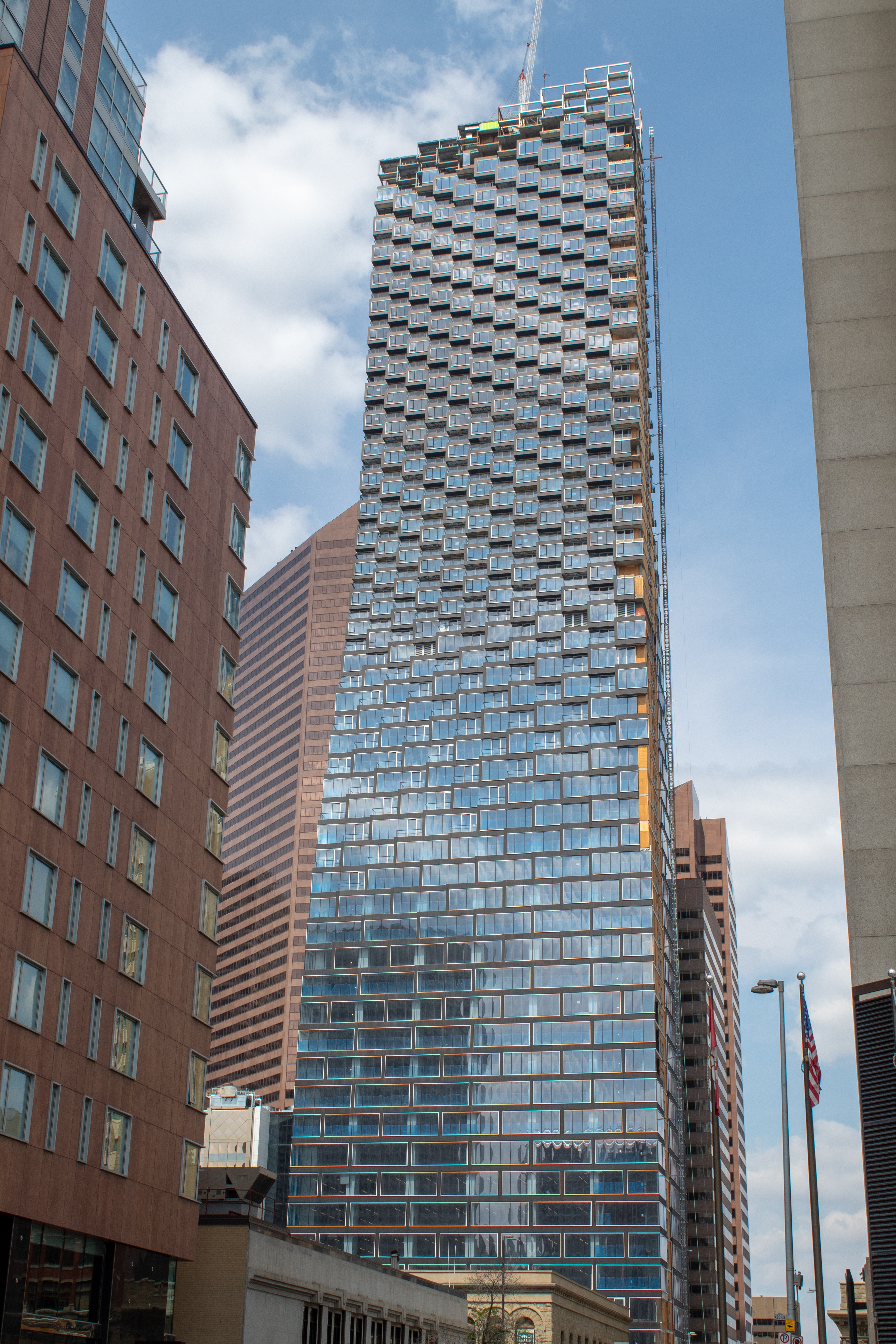
2019年5月
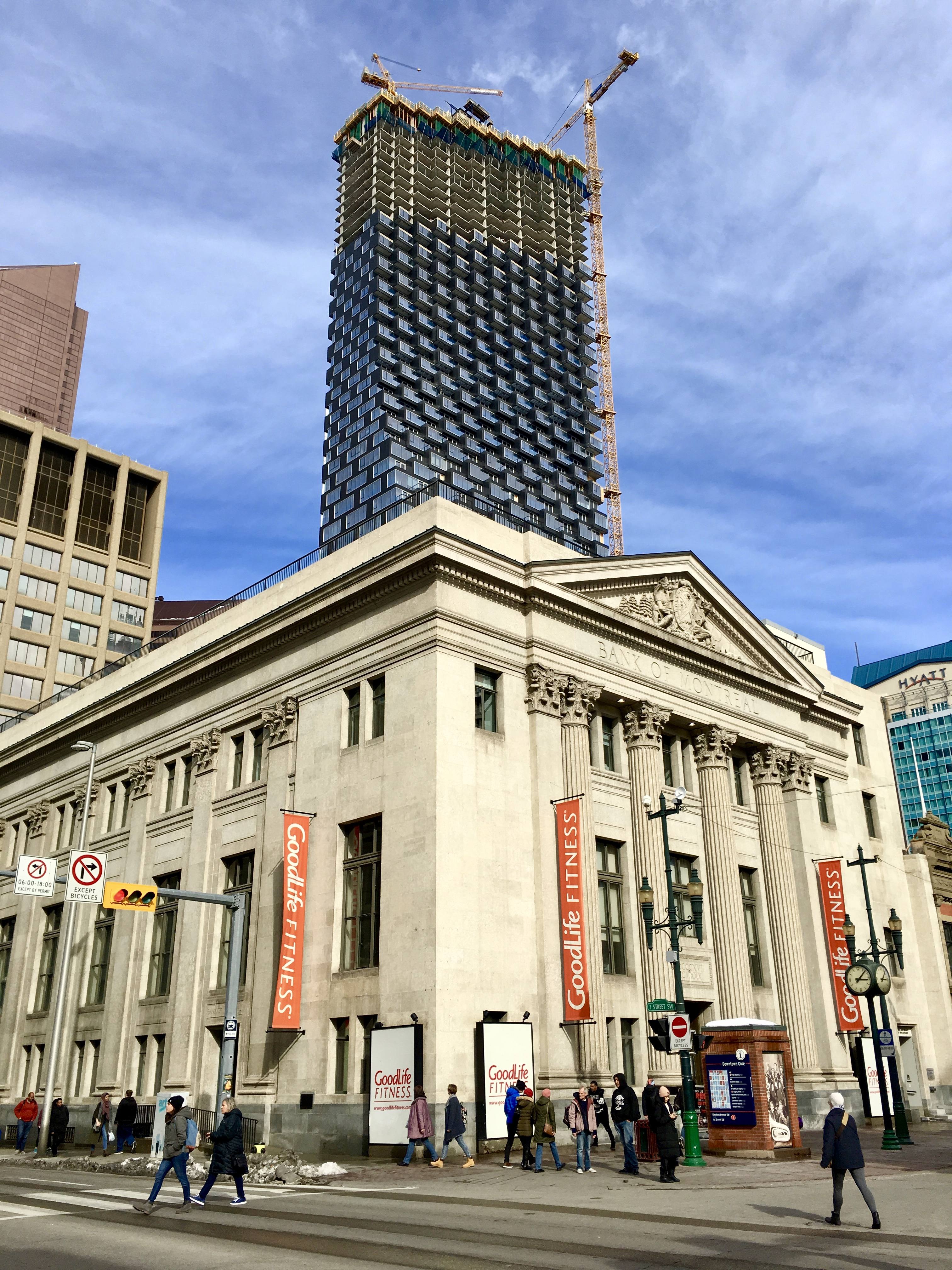
2018年10月
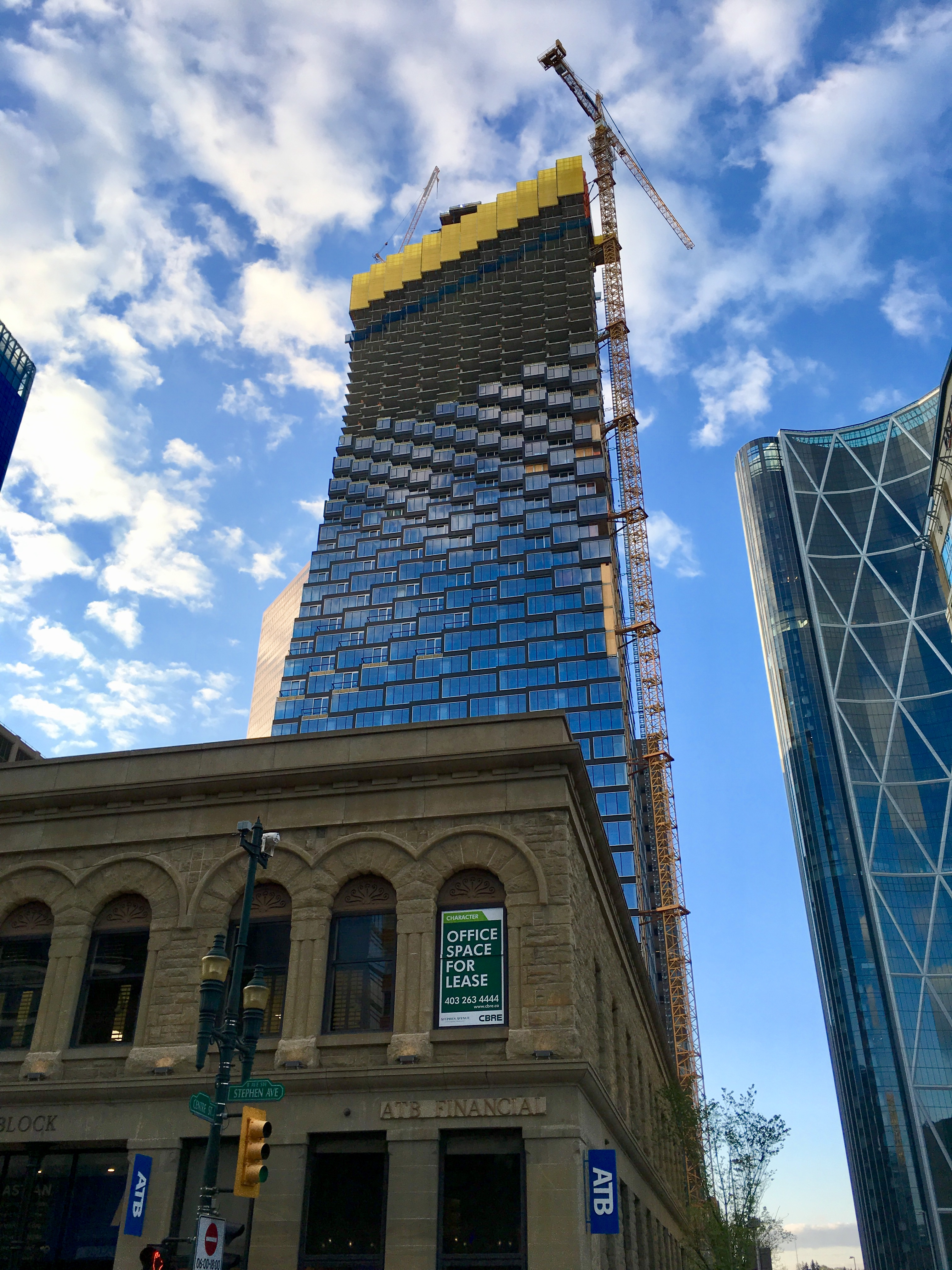
2018年5月
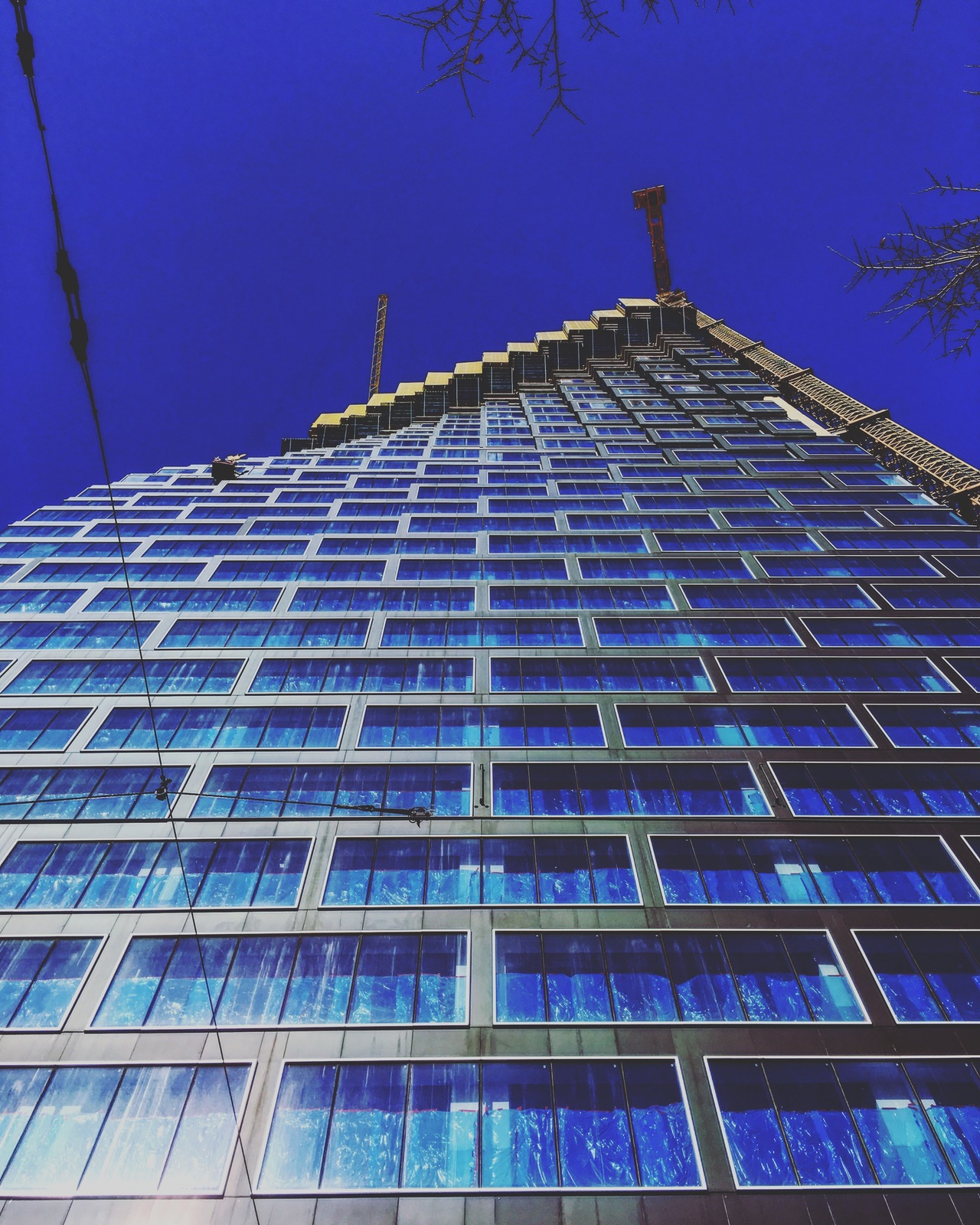
2018年3月
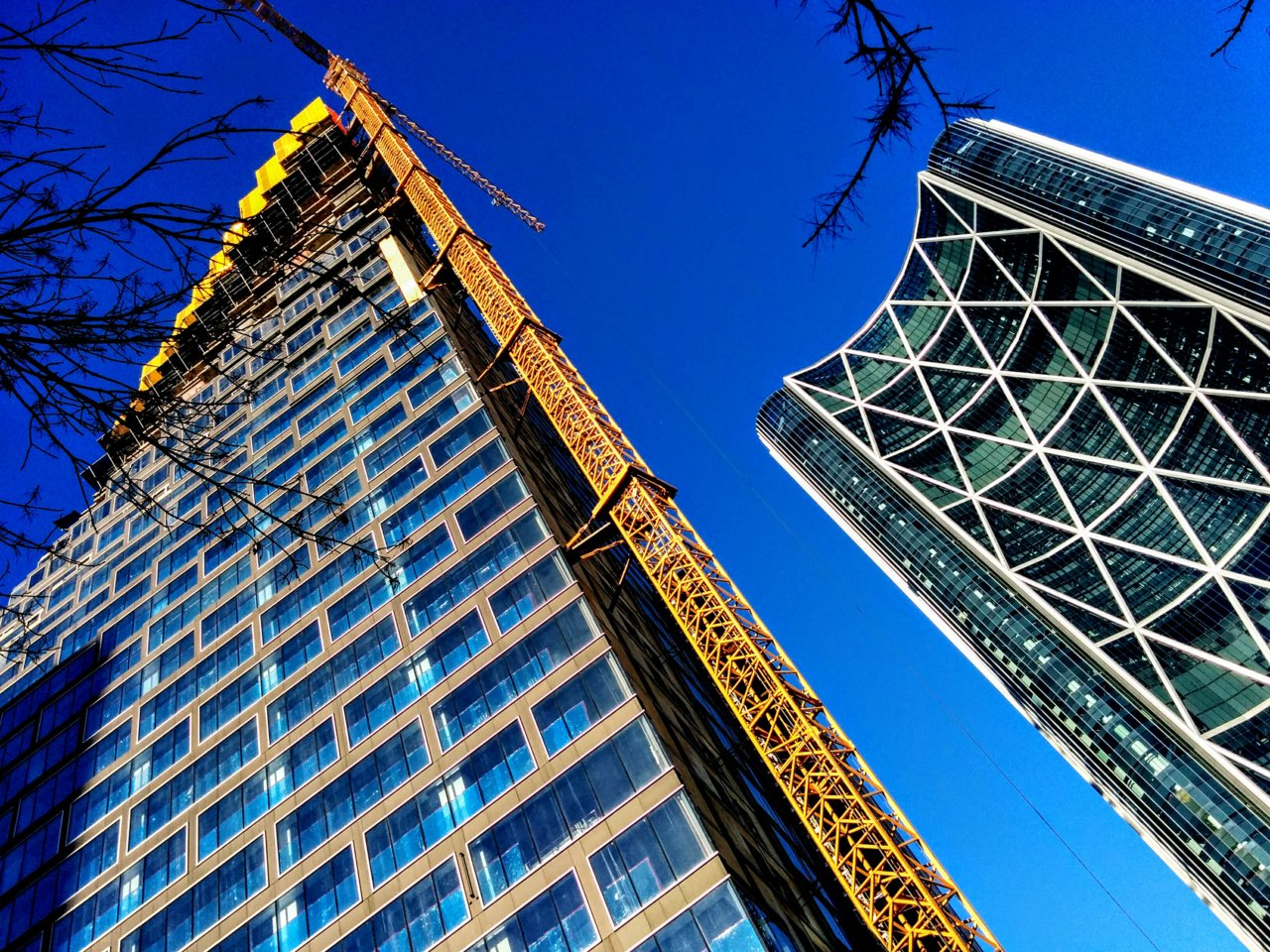
2018年1月
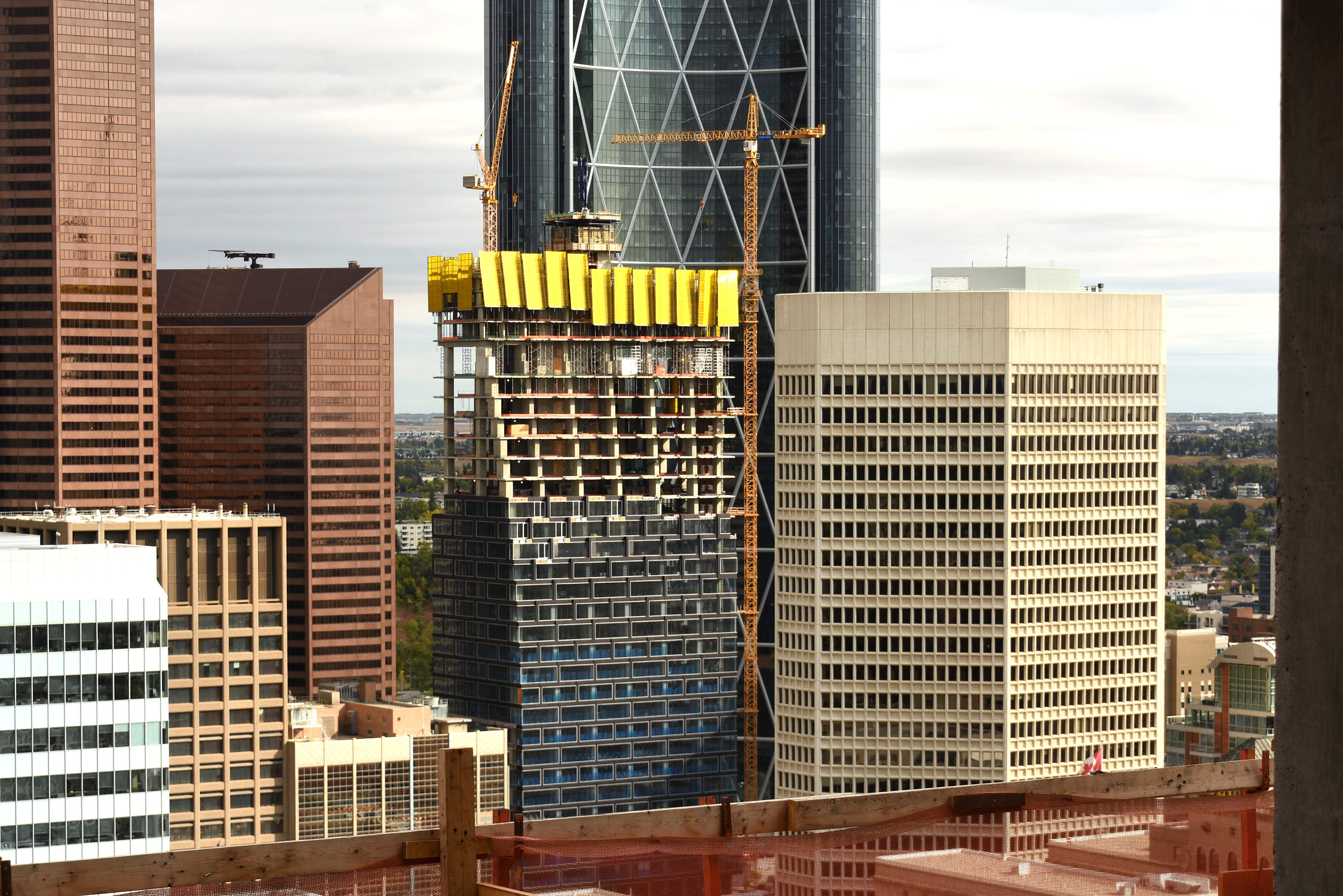
2017年9月